# Fairbridge (Peel)
Fairbridge is een plaats in de regio Peel in West-Australië. Het ontstond als een landbouwschool voor Britse weeskinderen en werd naar de oprichter van de organisatie die het beheerde vernoemd.

## Geschiedenis
In 1912 vestigde Kingsley Fairbridge met zijn organisatie 'Child Emigration Society' een landbouwschool voor Britse weeskinderen enkele kilometers ten noordoosten van Pinjarra. Van 1913 tot 1982 werden er 3.580 kinderen opgeleid. Tijdens de Tweede Wereldoorlog werden er Nederlandse kinderen uit Indonesië ondergebracht en een startbaan aangelegd die tot de jaren 1950 in gebruik bleef.
In 1932 werd de 'Church of the Holy Innocents' afgewerkt, naar een ontwerp geschonken door Herbert Baker. In 1983 kocht Alcoa Fairbridge en richtte een herdenkingsmonument op aan Fairbridges graf. Sinds 1989 verhuurt Alcoa Fairbridge voor een symbolische dollar per jaar aan de liefdadigheidsorganisatie 'Fairbridge  WA Inc'.
Op 18 augustus 1997 werd de naam Fairbridge voor de lokaliteit goedgekeurd.

## Beschrijving
Fairbridge maakt deel uit van het lokale bestuursgebied (LGA) Shire of Murray, waarvan Pinjarra de hoofdplaats is.
'Fairbridge  WA Inc' organiseert jeugdkampen en allerhande educatieve en recreatieve activiteiten voor scholen in 'Fairbridge Village'. 'Fairbridge Village' is erfgoed en een toeristische bestemming.
In 2021 telde Fairbridge 55 inwoners.

## Ligging
Fairbridge ligt langs de South Western Highway, ongeveer 90 kilometer ten zuiden van de West-Australische hoofdstad Perth, 55 kilometer ten oosten van de kuststad Mandurah en een kleine 10 kilometer ten noordoosten van Pinjarra.

## Klimaat
De streek kent een warm mediterraan klimaat, Csa volgens de klimaatclassificatie van Köppen.

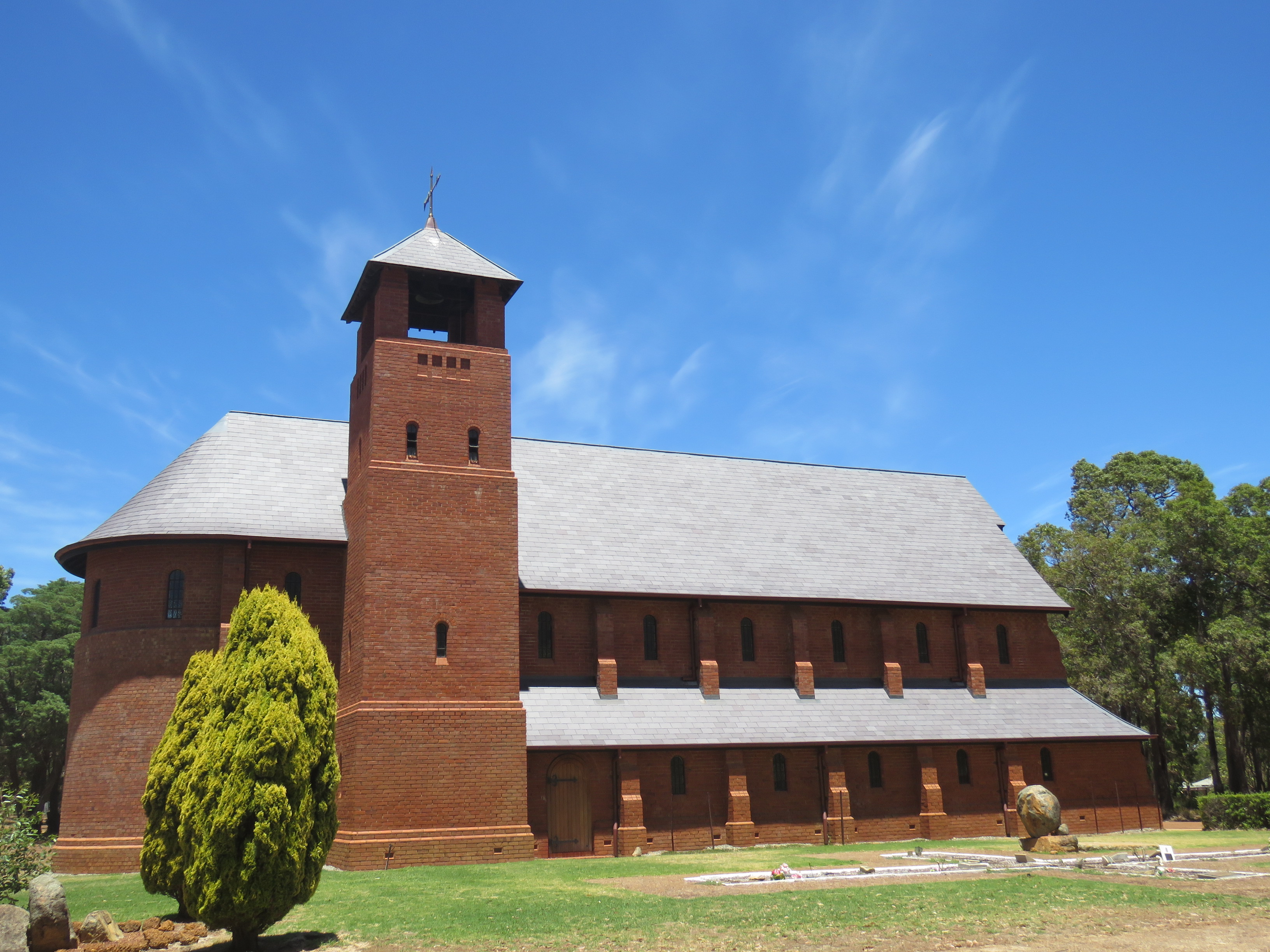
'Chapel of the Holy Innocents' met rechtsonder de gedenksteen aan Kingsley Fairbridges graf

Banksiadale · Barragup · Birchmont · Blythewood · Boddington · Bouvard · Carcoola · Chadoora · Clifton · Coodanup · Coolup · Crossman · Dawesville · Dudley Park · Dwellingup · Erskine · Etmilyn · Fairbridge · Falcon · Furnissdale · Greenfields · Halls Head · Hamel · Herron · Holyoake · Inglehope · Kooljerrenup · Lake Clifton · Lakelands · Lower Hotham · Madora Bay · Mandurah · Marradong · Marrinup · Meadow Springs · Meelon · Mount Cooke · Mount Wells · Myara · Nambeelup · Nanga Brook · Nirimba · North Dandalup · North Yunderup · Oakley · Parklands · Pinjarra · Point Grey · Preston Beach · Quindanning · Ranford · Ravenswood · San Remo · Silver Sands · Solus · South Yunderup · Stake Hill · Teesdale · Wagerup · Wannanup · Waroona · West Coolup · West Pinjarra · Whittaker · Wuraming